# Musée de la Camargue
Pour les articles homonymes, voir Camargue (homonymie).
Le Musée de la Camargue est situé dans la commune d'Arles au Mas du Pont-de-Rousty (à 8 km sur la route départementale 570 en direction des Saintes-Maries-de-la-Mer)

## Historique
En 1973, la Fondation du Parc naturel régional de Camargue acquiert des terrains et des bâtiments du Mas du Pont-de-Rousty pour y installer le siège administratif du Parc. En 1978 le Musée Camarguais ouvre ses portes dans la bergerie du mas et obtient le Prix européen des musées qui récompense sa scénographie en 1979.
Touché par deux fois lors des inondations de 1993 et 1994, le musée doit fermer durant un an pour concevoir un projet de rénovation.
En 2003 le musée change de nom et obtient le label "Musée de France". Le Musée de la Camargue est depuis lors géré par le Syndicat Mixte de gestion du Parc naturel régional de Camargue.
Entièrement rénové en 2013, son exposition permanente intitulée "Le fil de l'eau, le fil du temps en Camargue" permet de découvrir l'île de Camargue et le delta du Rhône. Pour Marseille-Provence 2013 capitale européenne de la culture, Tadashi Kawamata et un groupe d'étudiants en architecture et paysage ont réalisé un belvédère intitulé Horizons. Cette œuvre de bois permet de s'élever pour contempler le paysage agricole du mas.

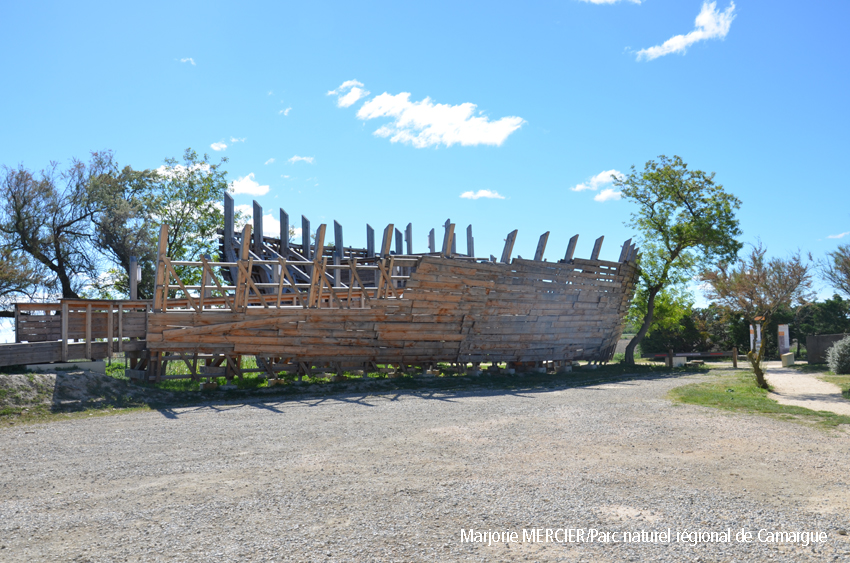
Horizons, de Tadashi Kawamata

En 2019, la surface du musée est augmentée d'un nouvel accueil doté d'une librairie/boutique et d'une salle d'expositions temporaires.

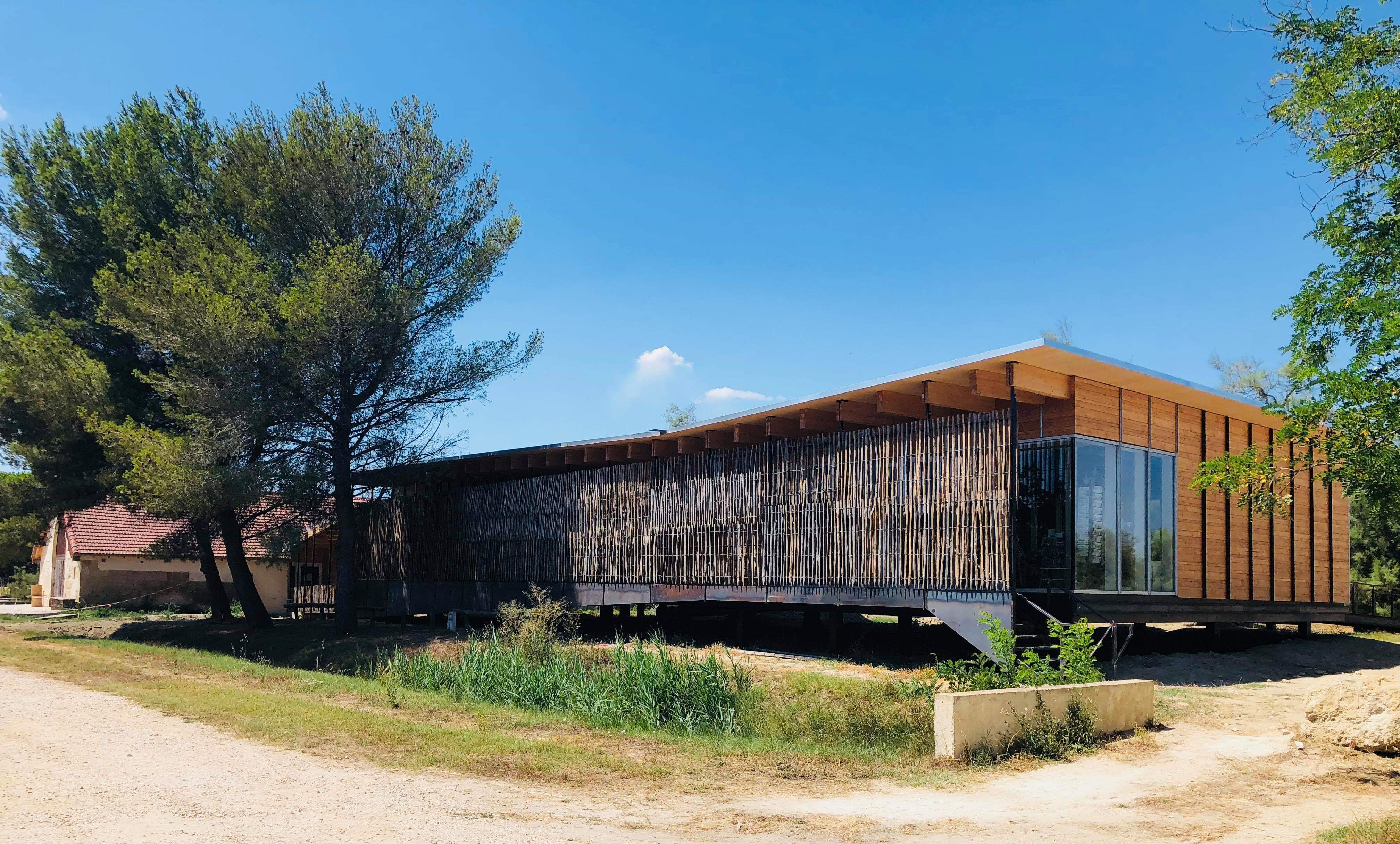
Bâtiment d'accueil

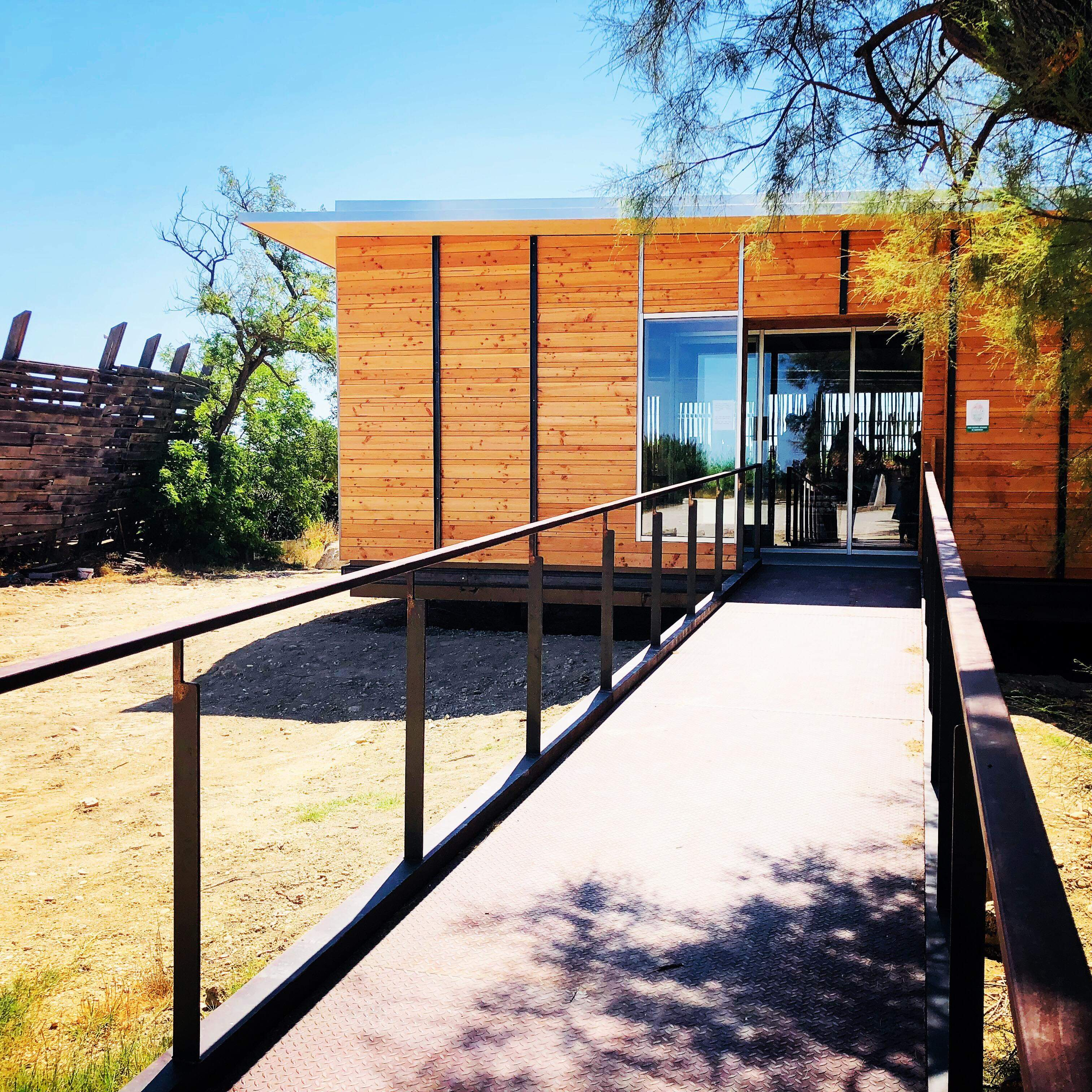
Passerelle d'accès au bâtiment d'accueil

## Fonction
Ce musée de société est consacré à la Camargue et à l'histoire de sa conquête par l'Homme. L'exposition "Le fil de l'eau, le fil du temps" met en scène les collections patrimoniales illustrées par des images photographiques, des vidéos et du son. Elle raconte la Camargue d'autrefois et celle d'aujourd'hui.
En complément du musée, un sentier de découverte aménagé de 3,5 km permet de découvrir les paysages camarguais au fil des saisons : rizières, pâturages, marais, roselière, sansouïre.
On y trouve une cabane camarguaise de sagne, un observatoire sur le marais et une station de baguage des oiseaux.
Le programme annuel du musée propose des expositions temporaires, des visites guidées, des ateliers pour enfants et des rencontres/débats au cours de soirées thématiques.
À l'accueil du musée, une librairie présente un choix d'ouvrages sur la Camargue et des objets d'artisanat local. 
Les collections de plaques de verre photographiques du musée sont consultables en ligne sur la base Joconde des musées de France.